# سويقة مخيخية علوية
في الدماغ البشري السويقة المخيخية العلوية (الذِّراعُ المُلْتَحِميَّةُ للمُخَيخِ) هي بنية مقترنة بالمادة البيضاء التي تربط المخيخ بالدماغ المتوسط. وتتكون بشكل أساسي من الألياف العصبية صادرة، والسبيل المخيخي المهادي [الإنجليزية] الذي يمتد من نصف الكرة المخيخية إلى المهاد المقابل، والسبيل المخيخي المهادي الذي يمتد من نصف الكرة المخيخية إلى النواة الحمراء. كما أنه يحتوي على ألياف واردة، أبرزها السبيل النخاعي المخيخي البطناني. الألياف الواردة الأخرى هي ألياف ثلاثي التوائم المهادي، وألياف سقفية مخيخية، وألياف نورادرينية من الموضع الأزرق. تنبثق العضلة الدائرية العلوية من الجزأين العلوي والوسطي للمادة البيضاء في كل نصف للكرة المخيّة وتوضع تحت غطاء الجزء العلوي من المخيخ.